# Ford Taunus
Taunus é um sedan de porte grande produzido pela Ford. Foi fabricado de 1939 a 1982.